# Freudomarxism
| Sigmund Freud och Karl Marx |  | Sigmund Freud och Karl Marx |
| Sigmund Freud och Karl Marx |  |                             |

Freudomarxism avser en social teori som kombinerar Sigmund Freuds psykoanalytiska teori och Karl Marx filosofi. Freudomarxismen etablerades genom Wilhelm Reichs verk Dialektischer Materialismus und Psychoanalyse som utkom 1929.
Freudomarxismens psykologiska ansats anknyter till marxismens bärande teori att människans föreställningar och tankar i huvudsak skapas av klassmotsättningarna i samhället. Freudomarxismens tillskyndare hävdar att dessa maktförhållanden orsakar ett undertryckande av människans naturliga driftliv, i synnerhet sexualiteten.
Freudo-marxismen syftar till att förstå de psykologiska och sociala rötterna hos mänskligt beteende så som det ter sig i samhället som bygger på varuproduktion och lönearbete.
En av de viktigaste förespråkarna för freudo-marxismen var Marcuse som var starkt påverkad av både Freud och Karl Marx. I sitt verk "Eros and Civilization" hävdade Marcuse att kapitalistiska samhällen undertrycker mänskliga begär och behov för att upprätthålla social kontroll, vilket leder till ett tillstånd av "överskottsförtryck". Han hävdade också att Freuds teori om "dödsdriften", som hävdar att människor har en djupt rotad önskan om förstörelse och självutplåning, kan förstås som ett svar på de kapitalistiska samhällenas förtryckande karaktär.
Andra inflytelserika personer i utvecklingen av freudo-marxismen var Wilhelm Reich, en psykoanalytiker som tillämpade marxistisk teori på sin förståelse av sexualitetens roll i sociala och politiska maktdynamiker, och Erich Fromm, en socialpsykolog som använde freudiansk och marxistisk teori för att kritisera samhället och förespråka alternativa sätt att organisera sociala relationer.